# Stacy Kamano
Stacy Lee Kamano (Honolulu, 17 settembre 1974) è un'attrice statunitense, conosciuta soprattutto per il suo ruolo in Baywatch.

## Biografia
All'età di 11 anni ha vinto il titolo di "Miss Tropical Pre-Teen Hawaii" ed ha deciso di perseguire una carriera come modella ed attrice. Ha frequentato la Kalaheo High School, a Kailua Oahu, Hawaii. Nel 1999 è entrata nel cast della serie televisiva Baywatch, interpretando il ruolo della guardaspiaggia Kekoa Tanaka.

## Filmografia

### Televisione
- Il tempo della nostra vita (Days of Our Lives) – serial TV, 1 episodio (1999)
- Baywatch – serie TV, 44 episodi (1999-2001)
- Baywatch - Matrimonio alle Hawaii (Baywatch: Hawaiian Wedding), regia di Douglas Schwartz – film TV (2003)
- Supereroi per caso: Le disavventure di Batman e Robin (Return to the Batcave: The Misadventures of Adam and Burt), regia di Paul A. Kaufman – film TV (2003)
- Beautiful (The Bold and the Beautiful) – serial TV, 1 episodio (2007)